# Mi primera novia
Pour plus de détails, voir Fiche technique et Distribution.
Mi primera novia est un film argentin tourné en couleur, réalisé par Enrique Carreras sur un scénario de Sixto Pondal Ríos selon l'intrigue de Sixto Pondal Ríos et Carlos Alberto Olivari créée le 17 mars 1966 et une mise en vedette Palito Ortega, Evangelina Salazar et  Dean Reed. Dans la précédente version cinématographique de Pondal Ríos et Olivares était Adolescencia, réalisée en 1942 par Francisco Múgica, avec Mirtha Legrand et Angel Magaña dans les rôles principaux.

## Synopsis
Un garçon du quartier perd sa petite amie au profit d'un nouveau venu. Il fait plein de choses folles pour subvenir aux besoins de sa petite amie, jusqu'à ce que son père tombe malade. Dans cette situation il se retrouve aidant familial mais sans petite amie.

## Fiche technique
- Genre : Comédie musicale

## Acteurs
- Palito Ortega	: Tito Crespo
- Evangelina Salazar :Elvira
- Dean Reed	: Deen
- Alejandro Anderson
- Tono Andreu : Nicanor	Angelini
- Guillermo Battaglia :	Don Faustino
- Alicia Bonet
- Carlos Borsani : Coco
- Roberto Guthie : Pepino
- Gloria Lopresti
- Aída Luz	:	Dona Agustina
- Javier Portales :	Ignacio
- Ernesto Raquén : Don Emilio
- Norberto Suárez :	Norberto
- Luis Tasca : Don Fortunato